# 24hPolizei

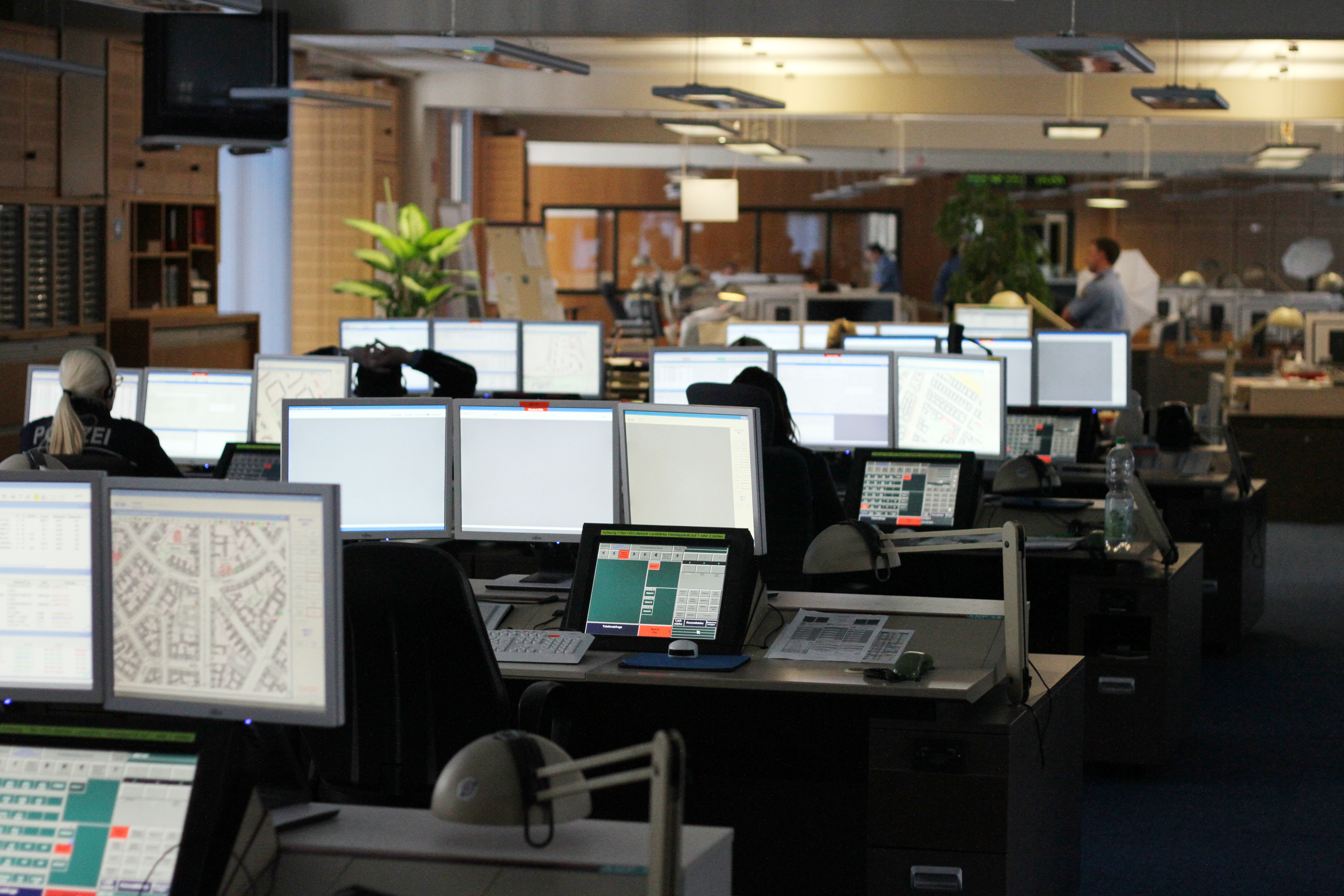
Einsatzleitzentrale der Polizei Berlin

Unter dem Hashtag #24hPolizei twitterte die Berliner Polizei vom 6. Juni bis zum 7. Juni 2014 24 Stunden sämtliche in der Berliner Einsatzleitzentrale ausgelösten Polizeieinsätze. Die Aktion sollte zum einen der Transparenz in der Bevölkerung zum anderen der Nachwuchssuche dienen und wird seitdem von der Polizei Berlin einmal im Jahr wiederholt.

## Vorgeschichte
Die Idee wurde von der Projektgruppe Neue Medien der Berliner Polizei und der polizeilichen Pressestelle entwickelt. Der Plan sah vor, direkt aus der Einsatzleitzentrale am Platz der Luftbrücke sämtliche Einsatzanlässe zu twittern, zu denen ein Funkwagen entsendet wurde und denen ein 110-Notruf vorausging. Auch war beabsichtigt, das Ergebnis eines jeden Einsatzes über Twitter mitzuteilen. Aus Gründen des Daten- und Persönlichkeitsschutzes sollten weder Namen noch genaue Einsatzörtlichkeiten genannt werden. Für den avisierten Einsatzzeitraum wurde mit 2500 Einsätzen gerechnet. Der 24-stündige Einsatz sollte in drei Schichten von je drei twitternden Polizisten bewältigt werden.

## Ablauf

### 6. Juni 2014
Die Aktion #24hPolizei begann am Freitag, den 6. Juni 2014 um 19:00 Uhr vor einem verlängerten Pfingstwochenende. Einer der ersten Tweets wurde vom anwesenden Berliner Innensenator Frank Henkel abgesetzt. Die Einsatzanlässe gingen über klassische Kriminalität hinaus. Neben Diebstählen, Einbrüchen, Schlägereien, Verkehrsunfällen wurde auch über hilflose Betrunkene, ausgelöste Alarmanlagen, verirrte Kinder und entlaufene Haustiere getwittert.
Die eingesetzten Twitterteams konnten das hohe Einsatzaufkommen nicht komplett auf Twitter abbilden. Zeitweise konnten die Tweets nicht aktuell gehalten werden; Einsätze, die am 7. Juni 2014 zwischen 12:00 und 13:00 Uhr ausgelöst wurden, wurden auf Twitter nicht berücksichtigt. Auch wurden Verkehrsdelikte wie leichte Unfälle oder zugeparkte Einfahrten in einem Tweet zusammengefasst.
Die Aktion endete am 7. Juni 2014 um 19:00 Uhr. Es wurden insgesamt rund 1000 Tweets abgesetzt.

### 12. Juni 2015
Ein Jahr nach dem ersten Twitter-Marathon wurde die Aktion wiederholt. Das Twitterteam wurde diesmal um Auszubildende ergänzt, und Berufsinteressierten wurde ein Live-Chat mit den Berufsberatern der Polizei Berlin auf Facebook angeboten. Die Zahl der abgesetzten Tweets erreichte dieses Mal 1645.

### 24. Mai 2016
Wie schon in den Jahren davor twitterten die Beamten von einem Freitag Abend bis zu einem Samstag Abend 24 Stunden alle Polizeieinsätze, die in der Notrufzentrale eingingen. So entstanden 1381 Tweets, mit denen über 10 Millionen Leser erreicht wurden. Auch ein Chat für Berufsinteressierte wurde via Facebook angeboten.

### 23. Juni 2017
Von Freitag auf Samstag wurde die Aktion am 23. Juni 2017 wiederholt. Dabei wurde über 1200 Tweets von 24 Polizisten im Social-Media-Team gepostet. Zusätzlich wies die Polizei mit dem Hashtag #NoNotruf darauf hin, dass der Notruf nicht mit unnötigen Anrufen missbraucht werden sollte. Erstmals wurde die Aktion auf Snapchat begleitet.

## Rezeption
Die Zahl der Follower des Kanals @PolizeiBerlin_E, über den die Tweets abgesetzt wurden, stieg in 24 Stunden von etwa 7000 auf rund 20.000.
Der Innenexperte der Berliner Grünen Benedikt Lux kritisierte den Einsatz: „Wenn gleichzeitig andere wichtige Infrastrukturmaßnahmen wie der digitale Polizeifunk auf der Strecke bleiben, wird Modernität nur vorgegaukelt.“ Die Juristin Jana Gawlas kritisierte den Einsatz in der FAZ insbesondere in Bezug auf die Unschuldsvermutung „Es gilt die Unschuldsvermutung bis zur Verurteilung – auf Twitter kommt es durch die Schnelligkeit allerdings eher zu einer Vorbewertung ohne Ermittlungen,“ Weiterhin wurde auf die mögliche Verletzung des Rechts am eigenen Bild bei Veröffentlichen von Fotos, sowie die Verletzung des polizeilichen Neutralitätsgebots bei politischen Demonstrationen hingewiesen.
Die Tageszeitung taz bezeichnete die Intention, mit #24hPolizei Nachwuchs zu gewinnen als „gar nicht mal so doof“ und behauptete, dass der „brave Bürger beim Lesen des Feeds einiges lernen kann.“ Drei Tage später schrieb die taz: „Mit der 24-stündigen Twitter-Aktion hat die Berliner Polizei Kulturgeschichte geschrieben.“ Der Berliner Tagesspiegel bewertete die Aktion als „gelungene Transparenz-Offensive.“, merkte jedoch an, dass die Aktion auch dazu führen könnte, dass Schaulustige den Einsatzort aufsuchen.
Der polizeikritische innenpolitische Sprecher der Piratenpartei Deutschland Christopher Lauer war in den ersten sechs Stunden der Aktion direkt in der Einsatzleitzentrale anwesend und resümierte im Anschluss: „Mir war nicht klar, dass die meisten Streifenwageneinsätze wahrscheinlich dazu führen, dass nichts Schlimmeres passiert. […] Eine Statistik darüber, wie viel Kriminalität in dieser Stadt durch die Polizei verhindert wird, die gibt es nicht. Der alltägliche Wahnsinn bleibt selbst für mich als Innenpolitiker weitestgehend unsichtbar.“
Die Berliner Polizei selbst zog ein sehr positives Resümee von #24hPolizei. Der Polizeipräsident in Berlin Klaus Kandt zeigte sich überrascht über den Erfolg der Aktion, den er in diesem Ausmaß nicht erwartet hatte. Die Saarländische Ministerpräsidentin Annegret Kramp-Karrenbauer kündigte eine vergleichbare Aktion in ihrem Bundesland an. Tatsächlich wurde das Konzept der Polizei Berlin von zahlreichen Polizeien in Deutschland kopiert, so z. B. in Brandenburg, Hamburg, Osnabrück, Polizeipräsidium Niederbayern oder Mainz.